# Альпов, Александр Павлович
Александр Павлович Альпов (1891, Колтымак Вятской губернии — 1950) — деятель советских спецслужб, хозяйственный деятель.

## Биография
Родился в деревне Колтымак Вятской губернии, из дворян. С 1907 года — участник революционного движения, эсер; член РКП(б) с сентября 1917 года. В 1914—1917 годах — на срочной службе в русской армии, прапорщик 93-го запасного пехотного полка в г. Царицыне.
С 1918 года — в органах ВЧК. С февраля 1918 года — председатель ЧК Царицына, затем — Саратова. В 1919 года — сотрудник Московской ЧК. В 1919—1921 гг. работал на Украине: председатель Екатеринославской (1919—1920), Николаевской (1920—1921) и Киевской ГубЧК. В 1922—1923 годах — полпред ГПУ по Юго-Восточному краю (Ростов-на-Дону). С сентября 1923 по март 1926 год — полпред ОГПУ по Дальнему Востоку.
В дальнейшем перешёл на хозяйственную работу.
С 1926 года — начальник строительства завода «Югосталь» в городе Харькове.
В 1930 году руководит трестом «Уралмет» в г. Свердловске.
В 1931—1932 годах — начальник ленинградской проектной конторы «Уралэлектромашина», которая проектировала комбинат «Уралэлектромашина», в 1932—1933 гг. — начальник строительства комбината «Уралэлектромашина» (г. Свердловск).
С 3 июля 1933 года — начальник строительства Уральского алюминиевого комбината (г. Каменск).
Арестован 14 февраля 1938 года. Провёл под следствием в челябинской тюрьме 627 дней. Оправдан и освобождён военным трибуналом Уральского военного округа 1 ноября 1939 года.
В 1939—1947 годах работал в системе ВСНХ.
В 1947—1950 годах — управляющий трестом «Никопольстрой» (г. Никополь).

## Память
Именем Альпова была названа улица в Никополе, в 2016 году переименована в Соборную.